# Trestioara (gmina Chiliile)
Trestioara – wieś w Rumunii, w okręgu Buzău, w gminie Chiliile. W 2011 roku liczyła 103 mieszkańców.